# Jack Ross
Jack Ross, född 1 november 1916, död 16 december 1982, amerikansk trumpetare och kapellmästare. I Sverige fick han en hit med låten "Happy José (Ching, Ching)", som låg åtta veckor och som bäst en vecka på förstaplatsen på Radio Nords "Topp 20" och sju veckor och däribland en veckas förstaplacering på Tio i topp 1962. På Billboardlistan fick han en större hit med uppföljaren "Cinderella".